# Antonin Brémond

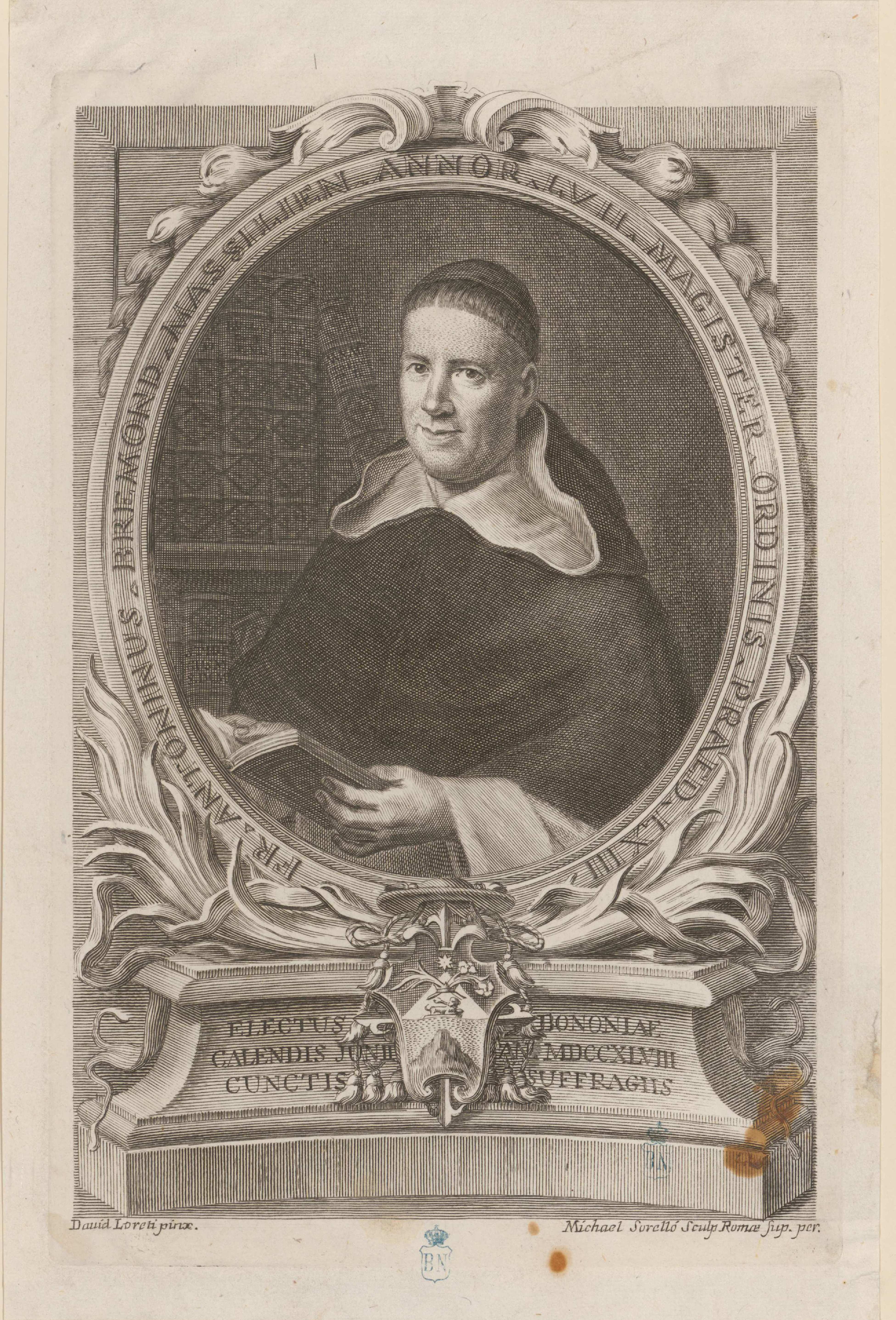
Retrato de Antonin Brémond, 1756. Aguafuerte de Miquel Sorelló por pintura de David Loreti. Biblioteca Nacional de España.

Antonin Brémond (Cassis, 1692-Roma, 1755), religioso dominico francés, fue maestro general de la Orden de 1748 a 1755. 
Nacido en Cassis, provincia dominica de Tolosa, tomó los hábitos en el convento de San Maximino de Marsella. De 1716 a 1722 fue misionero en Martinica, de donde volvió delicado de salud. Llamado a Roma, se hizo cargo de la edición y notas del Bullarium Ordinis ff. Praedicatorum, recopilación de las bulas papales referidas a la Orden publicadas en ocho volúmenes entre 1729 y 1740, a las que agregó apéndices y un estudio de diplomática pontificia. En 1734 fue hecho socio de su predecesor al frente de la Orden, el maestro fray Tomás Ripoll, al que sucedió a su muerte. Murió en San Pastore, cerca de Roma, el 11 de junio de 1755.
Como maestro general de la Orden se propuso continuar la recopilación de documentos para la historia de la orden, rodeándose de un equipo de eruditos que pese a todos sus esfuerzos solo pudo dar a luz el primer volumen de los proyectados anales —Analium Ordinis Praedicatorum—, el correspondiente a los años de 1170 a 1221. Un desencuentro importante tuvo con el cronista designado en el Capítulo de 1753 para redactar la historia de la provincia de España, el padre Tomás de Aróstegui, al que solo un año después Brémond retiró el título de cronista de la provincia a la vez que ordenaba recoger todos los ejemplares de su Historia de la Provincia de España (1754), prohibiéndole publicar nada en adelante.